# Casa al carrer del Mar, 5 (Sant Miquel de Fluvià)
La Casa al carrer Mar, 5 és una obra de Sant Miquel de Fluvià (Alt Empordà) inclosa a l'Inventari del Patrimoni Arquitectònic de Catalunya.

## Descripció
Edifici entre mitgeres, situat al nucli antic del poble, de planta baixa i dos pisos, amb la plkanta rectangular, i la coberta a dues vessants amb dos alçats diferents. El segon pis pertany a una reforma posterior, és d'època contemporània. Tot i que no podem veure el paredat original degut a l'arrebossat, encara es conserven dues obertures que mantenen els carreus originals. Una d'aquestes, conserva a la llinda una inscripció a través de la qual coneixem el propietari i l'any de construcció:JOAN FIGEA - 1666. L'altra, és la porta d'accés a l'habitatge, amb arc rebaixat, i carreus grans ben tallats.